# Anthony Basil Taylor

Wappen von Anthony Basil Taylor

Anthony Basil Taylor (* 24. April 1954 in Fort Worth, Texas) ist Bischof von Little Rock.

## Leben
Anthony Basil Taylor empfing am 2. August 1980 die Priesterweihe für das Erzbistum Oklahoma City.
Papst Benedikt XVI. ernannte ihn am 10. April 2008 zum Bischof von Little Rock. Der Erzbischof von Oklahoma City, Eusebius Joseph Beltran, spendete ihm am 27. August desselben Jahres die Bischofsweihe; Mitkonsekratoren waren James Peter Sartain, Bischof von Joliet in Illinois, der zugleich sein Vorgänger war, sowie Edward James Slattery, Bischof von Tulsa.